# Benjamin Schwarz (Fußballspieler, 1986)
Benjamin Schwarz (* 10. Juli 1986 in München) ist ein ehemaliger deutscher Fußballspieler und heutiger Fußballtrainer.

## Spielerkarriere
Schwarz spielte ab 1991 in den Jugendmannschaften des FC Ludwigsvorstadt. Dort spielte er zunächst im Sturm, erst später wurde er auf seiner heutigen Position in der Defensive eingesetzt. 1995 wechselte er zum SV 1880 München, wo er bis 1999 blieb. Im Anschluss spielte er drei Jahre für die SpVgg Unterhaching. Im Sommer 2002 wechselte er schließlich zum TSV 1860 München.
Am 11. Dezember 2004 absolvierte der gebürtige Münchner sein erstes Spiel für die U23 der Sechzger in der Regionalliga Süd, als er im Spiel bei den Stuttgarter Kickers kurz vor Schluss eingewechselt wurde. Bis zu seinem nächsten Einsatz in der Reservemannschaft der Löwen verging fast ein Jahr, am 11. November 2005 wurde er im Spiel gegen die TSG Hoffenheim eingewechselt. Es blieb sein einziger Saisoneinsatz, obwohl er nominell bereits der U23 des TSV 1860 angehörte. Beschwerden nach einer Knieverletzung verhinderten, dass er zu mehr Einsätzen kam. In der Spielzeit 2006/07 war er ein fester Bestandteil des Regionalligakaders und kam dort regelmäßig zum Einsatz.
Im Sommer 2007 wurde er von Trainer Marco Kurz in den Profikader berufen, wo er am 27. September 2007 im Spiel bei Mainz 05 zu seinem ersten Einsatz kam. Am 27. Februar 2008 spielte er im DFB-Pokal-Derby gegen den FC Bayern gegen Franck Ribéry. Durch die Live-Übertragung der Partie „wurde er bundesweit bekannt“.
Im Dezember 2008 wurde sein Vertrag vorzeitig bis 2011 verlängert. Allerdings konnte er wegen erneuten Knieproblemen seit November 2008 kein Spiel mehr in der 2. Bundesliga bestreiten. In der U23 kam er am 28. März 2009 zum einzigen Einsatz in der Rückrunde.
Das Trainingslager im Sommer 2009 musste er wegen erneuten Schmerzen im Knie vorzeitig abbrechen. Im letzten Vorbereitungsspiel kam er aber wieder zum Einsatz, im Anschluss betritt er mehrere Partien mit der U23. Am 17. Oktober 2009 wurde er nach fast einem Jahr wieder in der 2. Bundesliga eingesetzt, als er im Spiel gegen den MSV Duisburg eingewechselt wurde.
Zur Rückrunde der Spielzeit 2009/10 wurde Schwarz an die drittklassige SpVgg Unterhaching ausgeliehen. Dort fiel er nach zwei Spielen verletzungsbedingt bis Saisonende aus.
Nach seiner Rückkehr zum TSV 1860 bestritt er im August zwei Spiele für die U23, im September wurde er erneut am Knie operiert. Am 5. März 2011 kam er zu seinem ersten Einsatz für die U23 nach der Operation. Acht Tage später wurde er beim Spiel in Bielefeld in der Schlussphase eingewechselt und kam damit zu seinem ersten Einsatz in der 2. Bundesliga nach fast 17 Monaten. Bis Saisonende kam er noch fünfmal zum Einsatz, dabei wurde er immer ein- oder ausgewechselt. In der Sommerpause unterzog er sich einer weiteren Operation und unterschrieb eine Vertragsverlängerung bis 2012.
Nach der Operation konnte er mehrere Monate lang nicht am Training teilnehmen. Nachdem er im Dezember wieder ins Mannschaftstraining eingestiegen war, zog er sich Anfang Januar 2012 einen Patellasehnenabriss im rechten Knie zu und fiel damit erneut langfristig aus. Am Ende der Saison wurde sein Vertrag nicht mehr verlängert. Nachdem er ein halbes Jahr vereinslos war, trainierte er ab dem Winter wieder mit der SpVgg Unterhaching. Im Frühjahr 2013 bekam er dort schließlich einen neuen Vertrag für die zweite Mannschaft, für die er bis zum Sommer sieben Spiele in der Bayernliga Süd absolvierte.
Ab der Saison 2013/14 gehörte er wieder dem Profikader der Spielvereinigung in der 3. Liga an. Zur Saison 2015/16 verließ er seine Heimatstadt München und schloss sich Preußen Münster an. Zum Ende der Drittligasaison 2018/19 verließ der Verteidiger die Adler.

## Trainerkarriere
Zur Saison 2020/21 kehrte Schwarz zum TSV 1860 München zurück und wurde Co-Trainer bei den A-Junioren (U19). Zur Saison 2021/22 wurde er Co-Trainer von Frank Schmöller bei der zweiten Mannschaft in der fünftklassigen Bayernliga.
Am 13. Oktober 2021 wechselte Schwarz zu den Würzburger Kickers und wurde bei der Drittligamannschaft Co-Trainer des ebenfalls neu verpflichteten Danny Schwarz, mit dem er beim TSV 1860 zusammengespielt hatte und mit dem er weder verwandt noch verschwägert ist. Am 10. Februar 2022 trennte sich der Verein wieder von ihnen, als die Mannschaft nach dem 25. Spieltag der Saison 2021/22 auf einem Abstiegsplatz stand und bereits 6 Punkte Rückstand auf einen Nicht-Abstiegsplatz hatte.
Seit Juli 2023 ist er, wie auch in Würzburg unter Danny Schwarz, Co-Trainer des saarländischen FC 08 Homburg. Im Februar 2024 verlängerten sie gemeinsam vorzeitig die Verträge bis 2026.